# Kohle

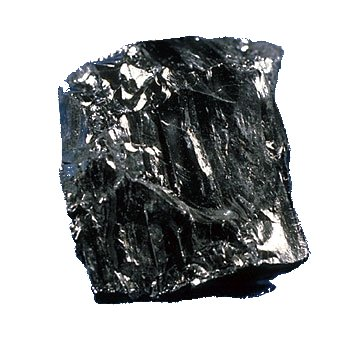
Kohle

Kohle (von urgermanisch *kula-, althochdeutsch kolo m., kol n., mittelhochdeutsch kol n., seltener kole f. „Kohle, Holzkohle“) ist ein schwarzes oder bräunlich-schwarzes, festes Sedimentgestein, das durch Inkohlung pflanzlicher Biomasse entsteht. Sie besteht überwiegend aus dem chemischen Element Kohlenstoff und komplexen Kohlenstoffverbindungen.
Kohle ist auf allen Kontinenten vorhanden. Ihre erdgeschichtliche Hauptentstehungszeit war das Oberkarbon (Pennsylvanium), und die entsprechende Kohle liegt zumeist als Steinkohle vor. Daneben gibt es auch noch jüngere Steinkohlen, etwa im Jura und der Kreide Westkanadas. In Bezug auf Mitteleuropa ist auch das „Tertiär“ ein bedeutender Kohlebildungszeitraum. Diese Kohle liegt jedoch weit überwiegend als Braunkohle vor.
Verwendet wird Kohle hauptsächlich als Träger fossiler Energie. Bei ihrer Verbrennung wird Wärme freigesetzt, die zum Heizen genutzt werden kann. Kohleverbrennung ist weltweit eine der meistverbreiteten Techniken zur Erzeugung elektrischer Energie. Sie ist ebenso als Ausgangsstoff bei der Koks- und Graphitherstellung sowie der Gewinnung flüssiger Kohlenwasserstoffe und der Eisenverhüttung von Bedeutung. Der Heizwert einer Steinkohleeinheit dient als Vergleichsmaßstab für andere Brennstoffe.
Sowohl Inkohlung als auch Kohleverbrennung sind wesentliche Bestandteile des globalen Kohlenstoffzyklus.
Die Menge der weltweiten Kohlevorräte ist Gegenstand anhaltender Untersuchungen. Schätzungen aus dem Jahr 2005 rechnen bei gleichbleibendem Verbrauch mit mehreren hundert Jahren bis zu deren Erschöpfung, andere Schätzungen gehen davon aus, dass das Kohlefördermaximum bereits im Jahr 2025 erreicht sein könnte. Fördermengen der einzelnen Kohlearten finden sich unter Kohle/Tabellen und Grafiken.

## Entstehung
Das Ausgangsmaterial von Kohle ist hauptsächlich pflanzlichen Ursprungs. Typische Kohlebildung (Humuskohle, siehe Allgemeines zur Klassifizierung: Kohlenarten) nimmt ihren Anfang in ausgedehnten Sumpfwäldern von Tiefebenen. Die Bäume binden mittels Photosynthese Kohlendioxid aus der Luft und wandeln es in das Kohlenhydrat Zellulose und andere organische Verbindungen um. Nach dem Absterben einzelner Bäume versinken diese im Sumpf und werden so dem normalen aeroben Zersetzungsprozess entzogen – es entsteht zunächst Torf.
Entscheidend dafür, ob aus dem Torf Kohle wird, ist die weitere geologische Geschichte der betreffenden Region. Die Erdkruste erfährt im Bereich von Tiefebenen üblicherweise eine tektonische Absenkung (Subsidenz, siehe auch Sedimentbecken). Hält diese Absenkung über geologische Zeiträume hinweg (also viele dutzend Millionen Jahre) an, werden die torfigen Sumpfsedimente, unter dann oft anderen Umweltbedingungen (u. a. auch lang anhaltende Meeresbedeckung), fortwährend mit Sedimenten überlagert und zugleich in die tiefere obere Erdkruste versenkt. Dabei steigen mit zunehmender Versenkungstiefe sowohl der Umgebungsdruck als auch die Umgebungstemperatur. Dies verursacht die sogenannte Inkohlung der torfigen Sedimente. Der Druck presst das Wasser aus, und die Temperaturzunahme bewirkt die chemische Umwandlung der organischen Verbindungen, im Zuge derer eine Anreicherung von Kohlenstoff erfolgt. Dabei entsteht zunächst Braunkohle. Mit zunehmender Versenkung intensiviert sich die Inkohlung. Aus Braunkohle wird Steinkohle und schließlich Anthrazit. Deshalb ist die Qualität von Kohle oft umso besser, je tiefer sie in der Erde liegt und je älter sie ist.
Die heute (nicht selten nurmehr wirtschaftshistorisch) bedeutendsten Steinkohlelagerstätten entstanden im Oberkarbon vor etwa 323,2 bis 298,9 Millionen Jahren. Das wichtigste Ausgangsmaterial des entsprechenden Torfs bestand im frühen Oberkarbon zu 60 bis 80 % in baumartigen Bärlapppflanzen. Deren Stämme waren noch kaum aus Holz, hatten dafür aber ein sehr dickes Periderm (Borke). Im mittleren Oberkarbon der Appalachen dominierten die stark verholzenden Cordaiten. Im späten Oberkarbon Euramerikas herrschten wiederum schwach verholzende Baumfarne aus der Ordnung Marattiales vor. Die wirtschaftlich wichtigen Braunkohlelagerstätten Mitteleuropas (Niederrhein, Mitteldeutschland, Niederlausitz, Egergraben) sind im „Tertiär“ vor 66 bis 2,588 Millionen Jahren entstanden und damit wesentlich jünger.
Je nach paläogeographischer Position des Bildungsraumes unterscheidet man zwischen palustrischen (oder limnischen) und paralischen Kohlebildungen. Unter palustrisch/limnisch versteht man Kohlebildungen in Feuchtgebieten nahe Binnengewässern. Paralisch bedeutet, dass das Kohlelager auf Moorbildungen in einer Küstenebene zurückgeht. Zwischen den einzelnen Kohleflözen sind dann immer wieder marine Sedimente eingeschaltet, die auf kurzzeitige transgressive Phasen zurückgehen. Haben Kohlelagerstätten ihren Ursprung in palustrischen Bildungsräumen innerhalb von Becken in gebirgigen Regionen, kann man speziell von intramontanen Kohlebildungen sprechen.
Neue Untersuchungen legen einen engen Zusammenhang nahe zwischen der Bildung der enorm ergiebigen karbonischen Kohlelagerstätten und der Evolution von Weißfäule, das heißt von Pilzarten, die in der Lage waren, Lignin, einen Hauptbestandteil von Holz, abzubauen. Molekulargenetische Verwandtschaftsanalysen in Verbindung mit der Methode der Molekularen Uhr ergaben, dass die Weißfäule wahrscheinlich erst am Ende des Karbons oder im frühen Perm entstand.

## Gewinnung
Kohle kann sowohl oberirdisch im Tagebau als auch im Untertagebau gefördert werden. Weltweit werden ca. 40 % der Kohle im Tagebau gewonnen, der Rest im Tiefbau.

### Vorräte
Die Braunkohlevorräte in Deutschland betrugen im Februar 2014 etwa 76,8 Milliarden Tonnen, von denen 40,3 Mrd. t mit dem Stand der heutigen Technologie wirtschaftlich gewinnbar wären. Damit würden die Vorräte bei konstanter Förderung (2013: 183 Mio. t) noch für 220 Jahre ausreichen.
Von den deutschen Steinkohlevorräten gelten rund 24 Milliarden Tonnen als gewinnbar. Ausgehend von der Förderquote des Jahres 2004 (25,7 Millionen Tonnen) ergäbe sich daraus eine theoretische Reichweite von über 900 Jahren. Aufgrund der geologischen Gegebenheiten ist jedoch nur ein Teil dieser gewinnbaren Vorräte nach Stand der Technik international wettbewerbsfähig förderbar. Vertreter der deutschen Kohlewirtschaft bezifferten deshalb, unter der Voraussetzung der Beibehaltung der damaligen Fördermenge, die Reichweite der deutschen Steinkohle auf etwa 400 Jahre. Allerdings wurde 2018 die Steinkohleförderung in Deutschland eingestellt.
Die deutsche Energy Watch Group, eine unabhängige Analytikergruppe um Wissenschaftler der Ludwig-Bölkow-Stiftung (München), kam im Frühjahr 2007 hinsichtlich der weltweiten Kohlereserven und insbesondere hinsichtlich der Reservensituation in Deutschland zu einem anderslautenden Ergebnis:

„Viele Statistiken sind veraltet. […] Vermutlich ist deutlich weniger Kohle verfügbar als weithin angenommen. […] Viele Angaben wurden seit Jahren nicht mehr aktualisiert. Wo dies erfolgte, wurden die Reserven meist nach unten korrigiert, teilweise sehr drastisch. So hatte die Bundesanstalt für Geowissenschaften die deutschen Steinkohlereserven über Jahrzehnte mit 23 bis 24 Milliarden Tonnen angegeben. Im Jahr 2004 wurden sie auf 183 Millionen Tonnen herabgestuft, also um 99 Prozent reduziert. Auch bei der Braunkohle gab es dramatische Abwertungen um mehr als 80 Prozent. Deutschland ist der größte Braunkohleförderer der Welt. Ähnliche Tendenzen, wenn auch nicht ganz so massiv, gibt es beispielsweise in Großbritannien oder Polen. […] Geht man nun davon aus, dass die Kohle in den kommenden Jahrzehnten die Förderrückgänge bei Erdgas und Erdöl auffangen soll, wäre zunächst eine Ausweitung der globalen Förderung um 30 Prozent denkbar. Diese Zunahme müsste vor allem aus Australien, China, Russland, der Ukraine, Kasachstan und Südafrika kommen. Danach wird die Förderung konstant bleiben, um ab 2025 kontinuierlich abzufallen.“

Im 2. Quartal 2016 lag der Weltmarktpreis für Kraftwerkskohle bei zirka 56 Euro pro Tonne SKE.

### Fördermenge
Nach dem 67. BP-Weltenergiereport hatte China im Jahr 2017 einen Anteil von 46,4 % an der weltweiten Kohleförderung, knapp mehr als das Doppelte des Anteils aller OECD-Staaten (22,6 %). Weit abgeschlagen folgten die USA (9,9 %), Australien (7,9 %), Indien (7,8 %), Indonesien (7,2 %) und Russland (5,5 %). Deutschland lag mit 1,0 % der Weltförderung auf Rang 11.

## Einteilungen und handelsübliche Qualitätsmerkmale

### Allgemeines zur Klassifizierung
Die Klassifizierung von Kohle oder Kohlen erfolgt, je nach Schwerpunktsetzung, nach verschiedenen Systemen. In technischer Hinsicht sind insbesondere zwei Begriffe sorgfältig auseinanderzuhalten: Kohlensorten und Kohlenarten.

#### Kohlensorten
Die Kohlensorten sind kohlespezifische, traditionelle Bezeichnungen für Korngrößen, die durch Absieben aus der unsortierten Rohkohle (Förderkohle) separiert (klassiert) werden. Während ursprünglich jedes deutsche Kohlerevier seine eigenen, wenngleich oft ähnlichen, Sortenbezeichnungen hatte, ist 1941 eine einheitliche Sortensystematik eingeführt worden. Nach dieser werden alle Bruchstücke, die größer sind als 80 mm, als Stückkohle bezeichnet. Die kleineren Bestandteile der Stückkohle (150–80 mm) werden Knabbeln genannt. Unterhalb von 80 mm wird weiter unterschieden in
- Nusskohle
  - Nuss 1, 80–50 mm
  - Nuss 2, 50–30 mm
  - Nuss 3, 30–18 mm
  - Nuss 4, 18–10 mm
  - Nuss 5, 10–6 mm
- Feinkohle
  - Feinkohle I, 10–0 mm
  - Feinkohle II, 6–0 mm
- Staubkohle, 0,5–0 mm

#### Kohlenarten
Die Kohlenarten werden nach ihren chemischen und physikalischen Eigenschaften unterschieden, die in engem Zusammenhang mit der geologischen Geschichte der Lagerstätte stehen. Für die Definition der Kohlenart werden vor allem zwei Kriterien herangezogen: Kohlentyp und Kohlenrang.
- Der Kohlentyp ist eng mit der Sedimentationsgeschichte der Kohle verknüpft, speziell mit der Art des Ablagerungsraumes und der Art des abgelagerten organischen Materials. Dabei werden zwei grundlegende Kohletypen unterschieden: Humuskohlen und Sapropelkohlen.[12][13] Humuskohlen sind Kohlen im eigentlichen Sinn und die deutlich häufigere der beiden Hauptkohletypen. Sie haben ihren Ursprung in feuchten, durch dichte Vegetation gekennzeichneten terrestrischen Ablagerungsräumen („Kohlesümpfe“), gehen größtenteils aus holziger und krautiger Pflanzensubstanz hervor und entwickeln sich über die Zwischenstufe Torf. Makroskopisch sind sie idealerweise durch einen streifigen Aufbau im Zentimeterbereich gekennzeichnet. Sapropelkohlen entstehen hingegen in Stillgewässern und gehen aus nicht-holzigem Material von Landpflanzen (vorwiegend Laub), teils aber auch aus Algen hervor und entwickeln sich aus einem Faulschlamm (Sapropel). Sie haben keinen streifigen Aufbau und brechen muschelig. Oft bilden sie geringmächtige Einschaltungen in Abfolgen von Humuskohlen und bezeugen eine zunehmende Vernässung des Ablagerungsraumes.[14]
- Der Kohlenrang ist ein Ausdruck des Reifegrades oder des Fortschrittes der Inkohlung. Er ist eng mit der weiteren geologischen Geschichte (vgl. → Diagenese) des einmal abgelagerten organischen Materials bzw. des Torfes oder des Faulschlammes verknüpft, vor allem mit dem Betrag der Versenkung in tiefere Bereiche der Erdkruste und der damit verbundenen Zunahme der Umgebungstemperatur. Mit zunehmendem Reifegrad können die makroskopisch und mikroskopisch feststellbaren Unterschiede zwischen Humus- und Sapropelkohlen zunehmend verschwimmen.[13]

Zur feineren Untergliederung der Kohlenarten siehe unten.

### Zusammensetzung der Kohle
Kohle besteht aus kristallinem Kohlenstoff, organischer Substanz, Mineralen und Wasser. Die Höhe des Anteils an mineralischer (anorganischer) Substanz wird auch als Kohlegrad bezeichnet. Häufig wird dabei auch vom „Aschegehalt“ gesprochen, weil mineralische Substanz kaum zum Heizwert der Kohle beiträgt, nach der Verbrennung der Kohle übrig bleibt und die Asche bildet. Allerdings enthält die mineralische Substanz unverbrannter Kohle auch sogenannte flüchtige Mineralstoffe, die bei der Verbrennung als Gase entweichen und nicht zur Aschebildung beitragen (beispielsweise in Carbonaten gebundenes Kohlendioxid). In unverbrannter Kohle präsente Minerale sind daher nicht zwangsläufig auch in der entsprechenden Asche vertreten. Die mineralische Substanz kann primär, das heißt im Zuge der Sedimentation (z. B. Tonminerale, Siltpartikel aus Quarz) oder sekundär während der Diagenese (Tonminerale, Calcit) in die Kohle gelangt sein. Kohlegrad bzw. Aschegehalt haben einen maßgeblichen Einfluss auf den Wert bzw. die Qualität einer Kohle.
Die organische Substanz besteht hauptsächlich aus Kohlenstoff, Wasserstoff, Stickstoff, Schwefel und Sauerstoff. Sie bildet ein komplexes makromolekulares Gerüst, dessen Struktur und Zusammensetzung je nach Kohlenart und Herkunft der Kohle schwankt. Mit zunehmendem Inkohlungsgrad verschiebt sich das Verhältnis von Kohlenstoff zu Wasserstoff, Sauerstoff, Stickstoff und Schwefel in Richtung des Kohlenstoffs (siehe auch Tabelle weiter unten), wobei der Sauerstoffanteil besonders stark und der Wasserstoffanteil geringfügig abnimmt und Schwefel- und Stickstoffanteil annähernd konstant bleiben.
Basierend auf ihren optischen Eigenschaften im Dünn- und Anschliff wird die organische Substanz in verschiedene Mazerale unterteilt. Das Anteilsverhältnis dieser Mazerale in einer Kohle beruht in erster Linie darauf, aus welchen Pflanzen(teilen) sie ursprünglich hervorgegangen ist. Anhand des Anteilsverhältnisses wird in der Kohlepetrographie der Kohlentyp, anhand der Reflektivität speziell des Vitrinitanteils wird der Kohlenrang bestimmt.

### Bezugszustände
Während der Gehalt an organischer Substanz und Mineralen unter normalen Umgebungsbedingungen praktisch unveränderlich ist, kann der Wassergehalt stark schwanken, d. h. Kohle nimmt Wasser auf und gibt es auch wieder ab.
Daher sind Bezugszustände definiert, die dies berücksichtigen. Unterschieden werden hauptsächlich die Zustände:
- roh: im Anlieferungszustand (Brennstoff zur Zeit der Probenahme ohne Wasserverlust, entspricht etwa dem Zustand, in dem er verwendet wird)
- an: analysenfeucht (Brennstoff feingemahlen zum Zeitpunkt der Analysen)
- wf: wasserfrei (Brennstoff bei 106 °C getrocknet)
- waf: wasser- und aschefrei (Brennstoff getrocknet und ohne Asche)

Der Bezugszustand waf ist hypothetisch, hier sind der Anteil an Wasser und Asche rechnerisch abgezogen; er dient zur Charakterisierung der organischen Substanz. Alle Bezugszustände können ineinander umgerechnet werden.

### Analysemethoden
Da einige ihrer Eigenschaften von erheblicher Bedeutung für den materiellen Wert einer Kohle sind (Preisbildung aufgrund von Analysedaten) und national und international mit denselben Methoden bestimmt werden müssen, wurden für die Analyse von Kohlen nationale (DIN) und internationale Normen (ISO) erarbeitet, die ständig weiter entwickelt werden. In Deutschland ist hierfür der Arbeitsausschuss „Prüfung fester Brennstoffe“ im Normenausschuss Materialprüfung des DIN zuständig, international das technische Komitee ISO/TC 27 „Coal and Coke (früher:Solid Mineral Fuels)“ der ISO.

#### Bestimmung des Wassergehalts
Beim Wassergehalt unterscheidet man zwischen grober und hygroskopischer Feuchtigkeit. Grobe Feuchtigkeit bezeichnet das rein mechanisch anhaftende Wasser, hygroskopische Feuchtigkeit ist das in den Kapillaren der Kohlekörner festgehaltene Wasser. Die Bestimmung erfolgt nach DIN 51718. Bei den meisten Kohlen wird die Bestimmung zweistufig durchgeführt: Die grobe Feuchtigkeit bestimmt man im Trockenschrank bei 30±2 °C, die hygroskopische Feuchtigkeit bei 106±2 °C unter Stickstoffatmosphäre. Bei oxidativ stabilen Kohlen (Anthrazit) kann der Gesamtwassergehalt auch einstufig bei 106 °C in Luft bestimmt werden. Eine weitere Methode ist die Xylol-Destillation mit anschließender volumetrischer Wasserbestimmung.

#### Bestimmung der Asche
Als Asche wird der anorganische Rückstand bezeichnet, der nach DIN 51719 durch Verbrennung der Kohle im Ofen bei 815 °C verbleibt. Asche ist ein Gemisch von Alkali-, Erdalkali-, Eisen- und Aluminiumsalzen wie Oxiden, Sulfaten, Silikaten und Phosphaten.

#### Bestimmung des Gehalts der flüchtigen Bestandteile
Flüchtige Bestandteile sind nicht eindeutig zu definieren, die Bestimmung ist ein Konventionsverfahren. Bestimmt werden diese nach DIN 51720: die Kohle wird 7 min auf 900 °C erhitzt. Entweichende Bestandteile, korrigiert um das ebenfalls entweichende Wasser, sind konventionsgemäß die flüchtigen Bestandteile.

### Kohlenarten

#### Allgemeines zur Untergliederung
Kohlenarten werden international nicht einheitlich unterteilt. Die Tabelle zeigt eine Zusammenstellung der Bundesanstalt für Geowissenschaften und Rohstoffe (BGR). Wesentliche Kriterien zur Klassifizierung sind Energiegehalt (Heizwert), flüchtige Bestandteile und Vitrinitreflexion.
| Kohlearten          | Kohlearten                                        | Kohlearten      |
| UN-ECE              | USA                                               | Deutschland     |
| ------------------- | ------------------------------------------------- | --------------- |
| Peat                | Peat                                              | Torf            |
| Ortho-Lignite       | Lignite                                           | Weichbraunkohle |
| Meta-Lignite        | Lignite/Sub-bituminous coal                       | Mattbraunkohle  |
| Sub-bituminous coal | Sub-bituminous coal                               | Glanzbraunkohle |
| Bitumiuous coal     | Sub-bituminous coal/High volatile bituminous coal | Flammkohle      |
| Bitumiuous coal     | High volatile bituminous coal                     | Gasflammkohle   |
| Bitumiuous coal     | Medium/high volatile bituminous coal              | Gaskohle        |
| Bitumiuous coal     | Low/medium volatile bituminous coal               | Fettkohle       |
| Bitumiuous coal     | Low volatile bituminous coal                      | Esskohle        |
| Anthracite          | Semi-Anthracite                                   | Magerkohle      |
| Anthracite          | Anthracite                                        | Anthrazit       |

Eine ähnliche Einteilung der Kohlearten erfolgt nach dem Gehalt an flüchtigen Bestandteilen, diese Einteilung ist vor allem im Ruhrbergbau üblich. Die nächste Tabelle zeigt die Kohlenarten sowie typische Elementarzusammensetzungen.
| Name          | Inkohlung | Wassergehalt der Rohkohle | Flüchtige Bestandteile (waf) in % | Flüchtige Bestandteile (waf) in % | Flüchtige Bestandteile (waf) in % | Kohlenstoff (waf) in % | Heizwert (waf) in MJ/kg |
|               |           |                           | gesamt                            | davon Wasserstoff                 | davon Sauerstoff                  | (fest+flüchtig)        |                         |
| ------------- | --------- | ------------------------- | --------------------------------- | --------------------------------- | --------------------------------- | ---------------------- | ----------------------- |
| Braunkohle    | niedrig   | 45–60                     | 60–43                             | 8,0–5,5                           | 30–12                             | 65–75                  | <25–28 ♦                |
| Flammkohle    |           | 4–7                       | 45–40                             | 6,6–5,8                           | > 9,8                             | 75–81                  | > 32                    |
| Gasflammkohle |           | 3–6                       | 40–35                             | 5,8–5,6                           | 9,8–7,3                           | 81–85                  | 33,0–34,2               |
| Gaskohle      |           | 3–5                       | 35–28                             | 5,6–5,0                           | 7,3–4,5                           | 85–87,5                | 33,9–34,8               |
| Fettkohle     |           | 2–4                       | 28–19                             | 5,0–4,5                           | 4,5–3,2                           | 87,5–89,5              | 34,5–35,6               |
| Esskohle      |           | 2–4                       | 19–14                             | 4,5–4,0                           | 3,2–2,8                           | 89,5–90,5              | 35,2–35,6               |
| Magerkohle    |           | 1–3                       | 14–12                             | 4,0–3,75                          | 2,8–2,5                           | 90,5–91,5              | 35,2–35,5               |
| Anthrazit     | hoch      | < 2                       | < 12                              | < 3,75                            | < 2,0                             | > 91,5                 | 35,0–35,3               |

♦Aufgrund des hohen Wassergehaltes ist der Heizwert der Rohbraunkohle nur etwa 2/3 so hoch wie der von Steinkohle.
Kohle enthält auch Stickstoff im Bereich von etwa 0,8 % bis etwa 2 %, Schwefel im Bereich von etwa 0,2 % bis etwa 3 %, in Einzelfällen auch höher. Mit steigender Inkohlung nehmen die flüchtigen Bestandteile, der Wasserstoff- und Sauerstoff-Gehalt ab, der Heizwert nimmt zu.

#### Braunkohle
Braunkohle wird heute – gemahlen und getrocknet – fast ausschließlich als Brennstoff für die Stromerzeugung genutzt. Der Anteil der Förderung, der zu Briketts gepresst wird, ist erheblich zurückgegangen. Braunkohle ist bräunlich bis schwarz und hat mit bis zu 50 Prozent einen hohen Feuchtigkeitsanteil. Ihr Kohlenstoffgehalt liegt bei 65–70 % in der wasserfreien Kohle. Der Schwefelgehalt beträgt bis zu 3 %. Sie wird meist im Tagebau gewonnen.
In Deutschland gibt es drei große Braunkohle-Reviere:
- die Niederrheinische Bucht,
- das Mitteldeutsche Braunkohlenrevier
- das Lausitzer Revier

Das größte deutsche Braunkohleunternehmen ist die RWE Rheinbraun AG in Köln, ihre Briketts werden unter dem Namen Union-Brikett vermarktet.
Entstehungszeit der Braunkohle ist das Tertiär. Wie bei der Steinkohle, spielt auch hier das Holz abgestorbener Bäume eine Rolle, welches unter Druck und Luftabschluss den Prozess der Inkohlung durchlief. Jedoch ist Braunkohle in einem jüngeren Erdzeitalter entstanden, deswegen unterscheidet sie sich qualitativ von der Steinkohle zum Beispiel durch einen höheren Schwefelgehalt und eine grobe, lockere und poröse Grundmasse, in der auch große Einschlüsse (mitunter ganze Baumstubben) zu finden sind.
Bei der Braunkohle unterscheidet man die Glanzbraunkohle, Mattbraunkohle und die Weichbraunkohle. Die Sorten mit einem hohen Anteil flüchtiger Bestandteile lassen sich in einer Kokerei zu Koks verarbeiten. Je nach Temperatur des Verfahrens erhält man Schwel- oder Grudekoks. Braunkohlenkoks wird in erster Linie im großtechnischen Maße zur Filtration verwendet, wobei das Material die im Labormaßstab übliche Aktivkohle aus Holz ersetzt.
Bei der Braunkohlenverfeuerung fällt als Nebenprodukt Braunkohlenflugasche an.
Huflattich ist laut Heilpflanzenbuch von Gerhard Madaus von 1938 die einzige Pflanze, die problemlos auf reiner Braunkohle gedeihen kann.

#### Steinkohle
Steinkohle ist ein Sammelbegriff für höherwertige Kohlen. Entstanden ist sie aus großen Urwaldbeständen, die im Prozess des Absterbens große Mengen Biomasse anhäuften, ähnlich wie in einem Torfmoor zur heutigen Zeit. Diese Ablagerungen wurden teilweise in regelmäßigen Abständen (deswegen gibt es im Steinkohlebergbau meist mehrere Kohleflöze) durch andere Sedimente wie Tone und Sand/Sandsteine abgedeckt. Dadurch wurde das organische Ausgangsmaterial unter Luftabschluss und hohen Drücken und Temperaturen solange verdichtet und umgewandelt, bis ein fester Verbund aus Kohlenstoff, Wasser und unbrennbaren mineralischen Einschlüssen entstand. Die Mineralsubstanz wird bei der Verbrennung verändert und erscheint dann in Form von Asche. Steinkohle zeichnet sich durch eine schwarze, feste Grundmasse aus, in welcher mitunter Einschlüsse und Abdrücke prähistorischer Pflanzen zu finden sind.
Ehemalige Abbaureviere in Deutschland:
- Ruhrgebiet (–2018)
- Saarland (1429–2012)
- Ibbenbürener Steinkohlenrevier (Anthrazitkohle, –2018)
- Aachener Revier (1113–1997)
- Provinz Oberschlesien (1750–1945)
- Zwickauer Steinkohlenrevier (1138–1978)
- Lugau-Oelsnitzer Steinkohlenrevier (1844–1971)
- Döhlener Becken (1542–1967)

Mit Auslaufen der Steinkohlesubvention 2018 wurde der Abbau von Steinkohle in Deutschland eingestellt. Zuletzt erfolgte er in Bergwerken von bis zu 1.750 Meter Teufe entweder mit dem Kohlenhobel oder dem Walzenschrämlader.

#### Sonstige Begriffe

##### Pechkohle
Pechkohle wurde in Bayern (Penzberg, Peißenberg, Peiting, Hausham etc.) gefördert. Ihr Alter entspricht dem von Braunkohle. Infolge des höheren Bergdrucks hat sie jedoch Eigenschaften wie Anthrazit. Die Stollen in der Bergbauabteilung des Deutschen Museums in München sind mit Pechkohle an den Wänden errichtet worden.

##### Shungitkohle
An einigen Orten in Finnland und Russland gefundenes Gestein, das bis zu 95 % aus Kohlenstoff besteht, wird als Shungitkohle bezeichnet.

##### Sapropelkohle
In verschiedenen Steinkohle-Lagerstätten kommt in sehr geringem Umfang Sapropelkohle vor, die aus Faulschlamm entstanden ist. Sie ist weich und lässt sich gut bearbeiten, so dass aus ihr z. B. Figuren geschnitzt werden können.

## Verwendung

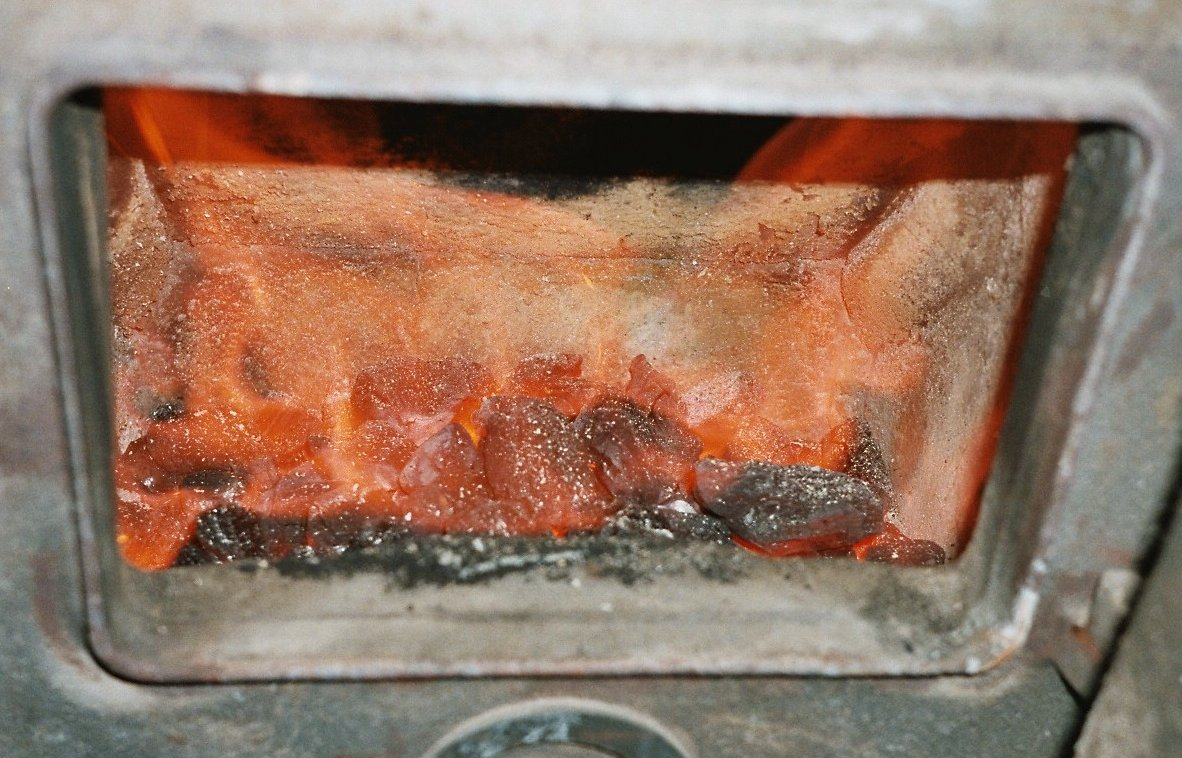
Brennende Steinkohle

Kohle wird überwiegend als fester Brennstoff benutzt, um Wärme durch Verbrennung zu erzeugen. Laut deutscher Energiebilanz von 2019 wurde etwa 47 % des Primärenergiebedarfs an Steinkohle in der Stromerzeugung genutzt. Der Rest wird meist nach Umwandlung in Koks in diversen Industrieprozessen verwendet. Ein großer Steinkohlebedarf besteht bei der Aufbereitung zur Reduktion von Erzen, hauptsächlich Eisenerz, in Hochöfen. Kohle ist damit ein wichtiges Element im Prozess der Eisenverhüttung.
Der deutsche Primärenergiebedarf an Braunkohle geht zu 99 % in die Stromerzeugung.
Um in Kohlekraftwerken elektrische Energie zu erzeugen, wird mittels der freigesetzten Wärme Wasserdampf erzeugt, der wiederum Dampfturbinen antreibt. Um zu vergleichen, welche Energiemenge mit welcher Kohle gewonnen werden kann, bedient man sich meist der Steinkohleeinheit.
2003 wurden weltweit 24,4 % der Primärenergie und 40,1 % der Elektroenergie durch die industrielle Nutzung von Kohle als Brennstoff erzeugt. Steinkohle und Braunkohle sind dabei in etwa gleich stark vertreten. In modernen Kohlekraftwerken werden verschiedene Techniken zur Schadstoffreduzierung und Effizienzsteigerung angewandt.
In Großbritannien entwickelte sich der Kohlebergbau seit Beginn des 18. Jahrhunderts zu einer wesentlichen Grundlage der von dort ausgehenden Industrialisierung. Ab dem 19. Jahrhundert fand die Kohle auch Verwendung zur Herstellung von Stadtgas, welches für die Straßenbeleuchtung und das Kochen sowie Heizen verwendet wurde. In Gaswerken gewann man das Stadtgas durch Verschwelung aus der Kohle – ein Nebenprodukt war der Koks. Im 20. Jahrhundert wurde das Stadtgas weitgehend durch Erdgas ersetzt.
Im 18. Jahrhundert wurde Braunkohle unter dem Namen Umber oder Cöllnische Erde als Farbpigment verwendet.

### Produkte aus Kohle

#### Koks
Koks ist ein fester, kohlenstoffhaltiger Rückstand, der vorzugsweise aus asche- und schwefelarmer Fettkohle gewonnen wird. Dabei werden in Kokereien die flüchtigen Bestandteile entfernt, indem sie in einem Ofen unter Luftausschluss bei mehr als 1000 °C erhitzt wird, so dass der feste Kohlenstoff und die verbleibende Asche verschmelzen. Als Nebenprodukt fällt Koksofengas und Steinkohlenteer an. Dieser ,Verkokung‘ genannte Prozess gehört zu den Verfahren der Kohleveredlung. Koks brennt mit einer nahezu unsichtbaren blauen Flamme. Es entstehen dabei keinerlei Ruß oder sichtbares Rauchgas. Koks wird als Brennstoff und als Reduktionsmittel bei der Eisenproduktion in Hochöfen eingesetzt. Er hat eine stumpf-graue Farbe und ist dabei hart und porös.

#### Briketts

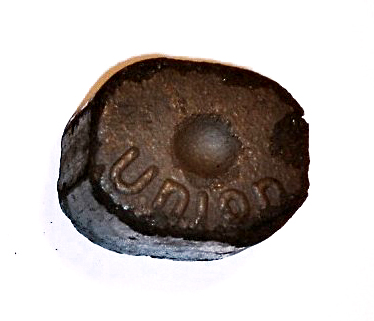
Ein Brikett aus Braunkohle

Briketts werden durch Pressen hergestellt, überwiegend aus Braunkohle. Steinkohlebriketts (Eierkohlen) haben für den Hausbrand in Deutschland nur noch geringe Bedeutung, lediglich aus Anthrazit hergestellte werden noch vertrieben.

#### Lagerung
Um die von der Kohle ausgehenden Brandgefahren zu mindern, wurden Anfang des 19. Jahrhunderts baupolizeiliche Verordnungen hinsichtlich zur Brandverhütung in Textform erlassen. Beispielsweise erließ die herzoglich-nassauische Regierung im November 1826 eine solche Verordnung für ihr Herrschaftsgebiet. Der Ort und die Art der Aufbewahrung musste dem Ortsschultheißen angezeigt werden, welcher eine polizeiliche Aufsicht veranlassen konnte.

### Kohleverflüssigung
Kohleverflüssigung bezeichnet chemische Verfahren, die aus fester Kohle flüssige Kohlenwasserstoffe erzeugen. Das Verfahren der direkten Hydrierung von Kohle dient zur Erzeugung von Gasen, Vergaser- und Dieselkraftstoffen. Die Motivation zum großtechnischen Einsatz der Kohleverflüssigung ist der Ersatz von Erdöl als Ausgangsstoff für die Petrochemie und den Energiesektor. Die Verfahren erlangen an Bedeutung, wenn Erdöl nicht in ausreichender Menge zur Verfügung steht.

## Umwelt- und Klimaproblematik

### Gewinnung

Tagebau Garzweiler, im Hintergrund Braunkohlekraftwerke

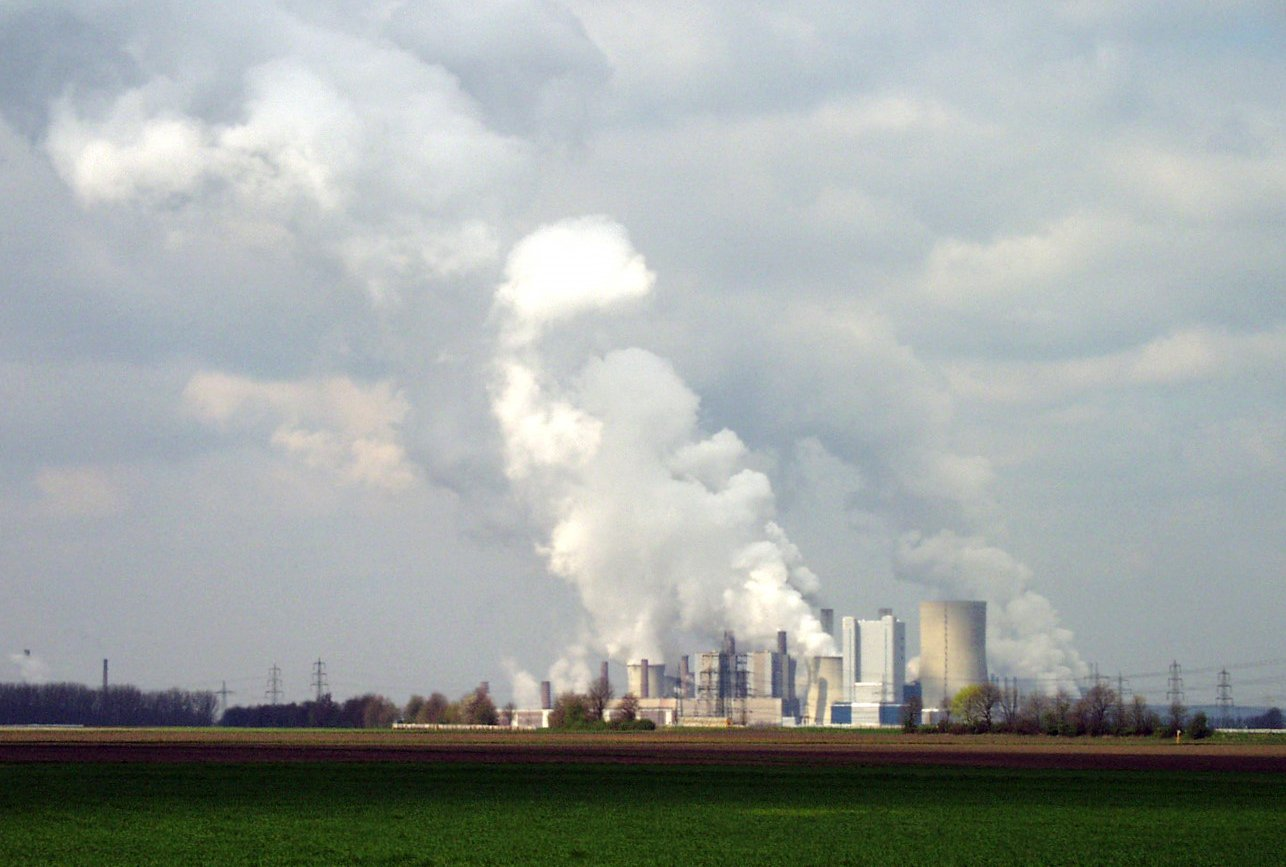
Wasserdampf mit Wolkenbildung aus den Kühltürmen des Braunkohlekraftwerks Niederaußem bei Köln

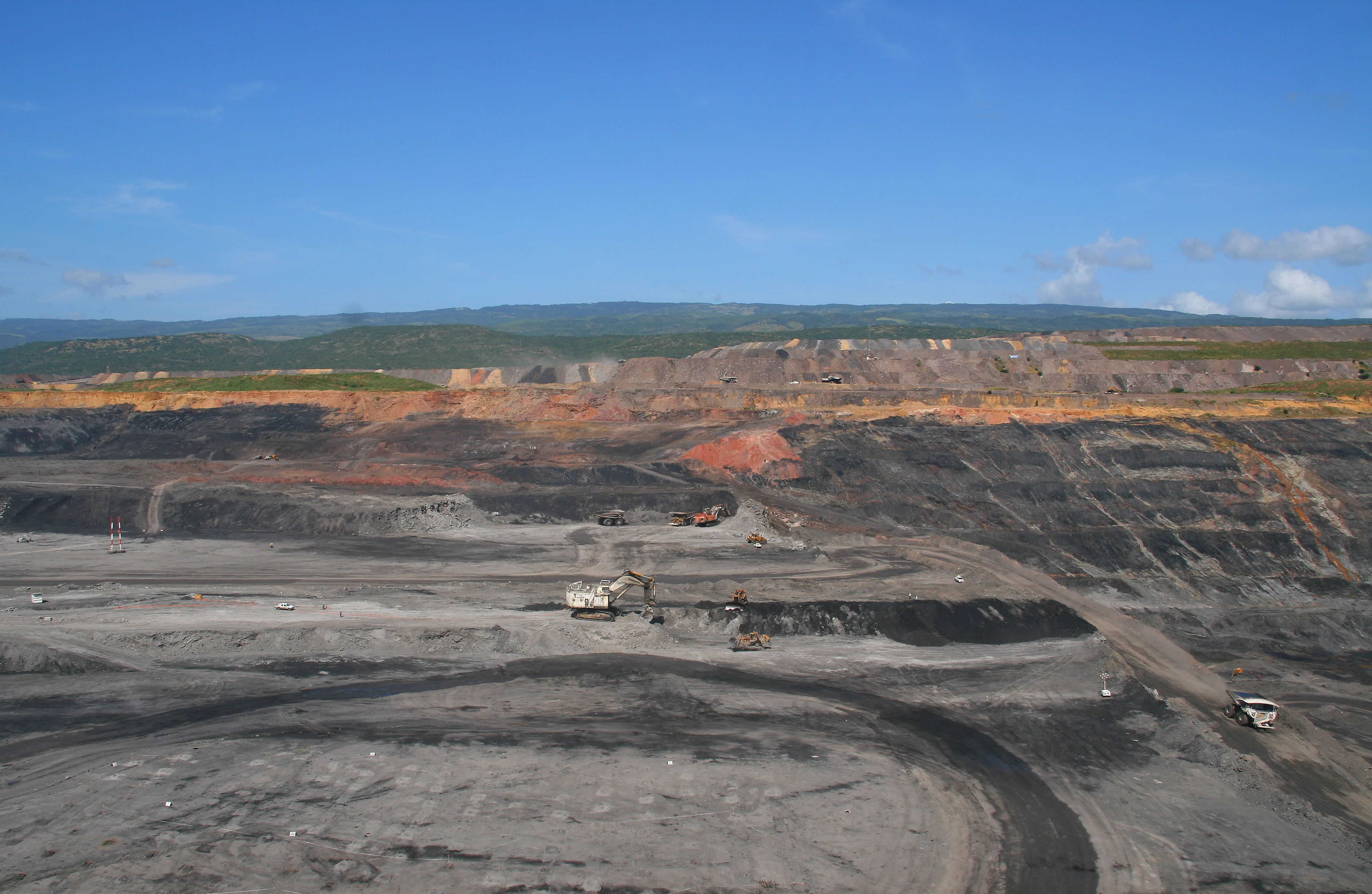
Steinkohletagebau El Cerrejón in Kolumbien

Die Gewinnung von Kohle im Tagebau ist mit einem immensen Flächenverbrauch verbunden. Während in Deutschland nur Braunkohle im Tagebau abgebaut wird, wird in anderen Ländern z. T. auch Steinkohle auf diese Art gefördert, beispielsweise in der Mine El Cerrejón in Kolumbien, der mit einer Fläche von ca. 690 km² größten Steinkohlemine Südamerikas.
Eine weitere Form ist das v. a. in den amerikanischen Appalachen praktizierte Mountaintop removal mining, bei dem zunächst Bergkuppen gesprengt und abgetragen werden, um anschließend die Steinkohle im Tagebau fördern zu können. Alleine in den Appalachen erstrecken sich die Abbaugebiete derzeit (2012) über eine Fläche von ca. 5.700 Quadratkilometer, häufig ursprüngliche Waldflächen. Zudem werden beim Bergbau Schwermetalle wie Arsen und Quecksilber freigesetzt, die die Umwelt belasten sowie die Gesundheit der Anwohner gefährden, auch kommt es häufig zu Überschwemmungen, da durch die Ablagerung des Abraums in Tälern oftmals Flussläufe begraben werden.
Um Lagerstätten möglichst vollständig ausbeuten zu können, werden bisweilen ganze Dörfer umgesiedelt, was zu Konfliktpotenzial mit der Bevölkerung führen kann (siehe auch Liste abgebaggerter Ortschaften). Unter Umständen werden auch ökologisch oder kulturell besonders wertvolle Gebiete zerstört – Beispiele dafür sind die Lacomaer Teichlandschaft und das Dorf Lakoma, die dem Tagebau Cottbus-Nord weichen mussten sowie zahlreiche Dörfer im sorbischen Siedlungsgebiet, die in den letzten Jahrzehnten weichen mussten bzw. teilweise bis heute bedroht sind (sh. Mühlrose).
In Braunkohletagebauen können ähnlich wie bei weiten, trockenen Äckern in der Landwirtschaft große Staubmengen entstehen. Daher ist der Einsatz von effizienter Staubbekämpfungstechnik unerlässlich.
Ein weiterer Aspekt ist die Absenkung des Grundwasserspiegels auf ein Niveau unterhalb der tiefsten Fördersohle im Braunkohletagebau. Dies geschieht mit Tauchpumpen in extra dafür geschaffenen Brunnen. Eine Absenkung des Grundwasserspiegels kann negative Auswirkungen auf die Flora haben, da obere Bodenschichten trockenfallen können. Auch führt die Absenkung zu einem Trockenfallen nahegelegener Brunnen, die ihr Wasser aus dem betroffenen Grundwasserleiter beziehen.
Umgekehrt führt eine Stilllegung eines Tagebaus zur Erhöhung des Grundwasserspiegels, sobald die Tauchpumpen abgestellt werden. Dies kann bei den in der Umgebung erbauten Gebäuden zu großen Schäden führen. Ein bekanntes Beispiel dafür ist die Umgebung der Stadt Korschenbroich, deren Bewohner seit der schrittweisen Stilllegung des Tagebaus Garzweiler I mit dem steigenden Grundwasserspiegel zu kämpfen haben.
Aus Kohlegruben tritt außerdem das Treibhausgas Methan aus.

### Verbrennung

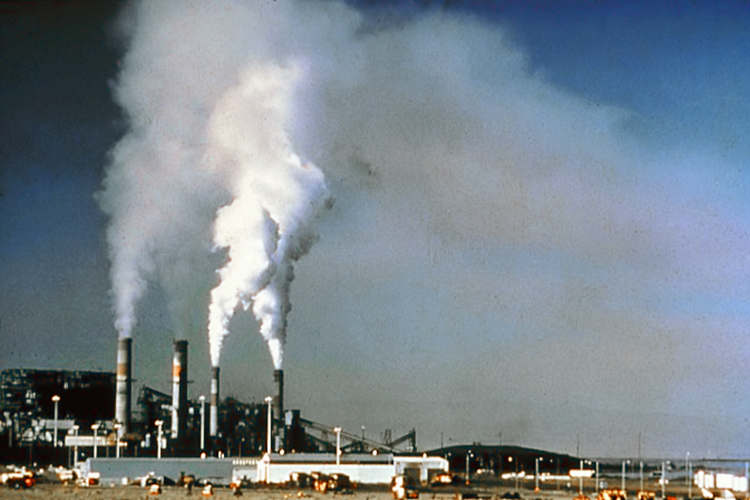
Luftverschmutzung durch ein Kohlekraftwerk in den USA

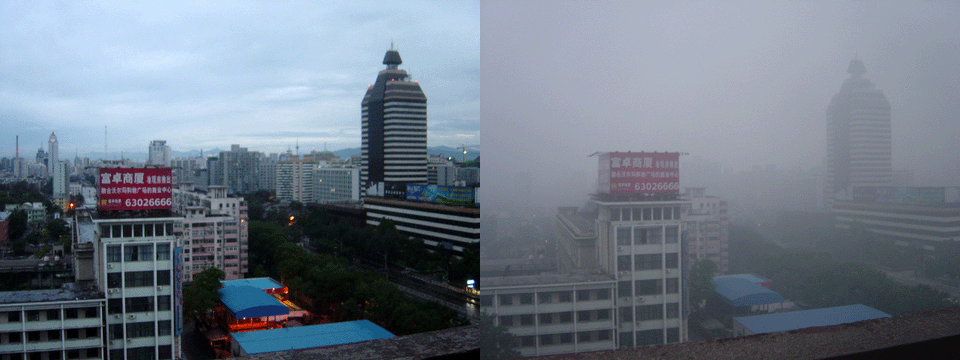
Kohlekraftwerke sind ein Grund für die Luftverschmutzung in Städten wie Peking.

Bei der Verbrennung von Kohle entstehen Kohlendioxid, Wasserdampf und andere Gase wie Schwefeldioxid, zudem werden umwelt- und gesundheitsschädliche Schadstoffe wie Flugasche, Feinstaub und Schwermetalle emittiert. Verglichen mit anderen in großer Menge genutzten fossilen Energieträgern pro nutzbarem Energiegehalt die größte Menge des Treibhausgases Kohlendioxid (CO2) freigesetzt. Aufgrund ihres niedrigeren Wirkungsgrads sind Braunkohlekraftwerke (ca. 1080 Gramm CO2/kWh) ungünstiger als Steinkohlekraftwerke (ca. 800 g CO2/kWh). Die Freisetzung von CO2 bei einer Verbrennung mit Sauerstoff kann nur durch einen besseren Wirkungsgrad der Kraftwerke und dadurch auch geringeren Kohleverbrauch reduziert werden. Zusätzlich zu dem in Kraftwerken und Industrieanlagen direkt emittierten CO2 kann durch ungewollte Kohlebrände weiteres CO2 freigesetzt werden.
Das Schwefeldioxid, das vor allem bei der Verbrennung von Braunkohle entsteht, ist mitverantwortlich für den Sauren Regen. Bei modernen Stein- und Braunkohlekraftwerken werden die Abgase in Rauchgasentschwefelungsanlagen (siehe auch REA-Gips) von Schwefeldioxid, durch katalytische (SCR) oder nichtkatalytische (SNCR) Entstickung von Stickoxiden und in elektrischen Abscheidern vom Staub gereinigt. Die bei der Verbrennung von Kohle entstehende Asche enthält erhöhte Konzentrationen von Schwermetallen wie z. B. Arsen und Quecksilber, aber auch der radioaktiven Elemente Uran und Thorium. Durch die Emission von Stäuben kommt es insbesondere in Staaten mit nur geringen Umweltschutzvorschriften zu starker, gesundheitsgefährdender Luftverschmutzung sowie dem damit eng verbundenen Smog. Besonders in China, das stark auf Kohle als Energieträger setzt, ist dies ein großes Problem.
Umwelt-, Gesundheits- und Klimaschäden sind negative Auswirkungen der Kohlenutzung, die nicht von den Verursachern getragen werden, sondern von der Allgemeinheit. Volkswirtschaftlich spricht man hierbei von externen Kosten. Diese sozialen und ökologischen Kosten der herkömmlichen Energiegewinnung haben einen erheblichen Einfluss und übersteigen in manchen Fällen sogar die Endkundenpreise der Stromverbraucher. Für die USA wurden beispielsweise externe Kosten der Kohlestromerzeugung in Höhe von 175 bis 523 Mrd. US-Dollar pro Jahr ermittelt, mit einem konservativ gerechneten wahrscheinlichen Mittelwert von 345 Mrd. Dollar, bzw. 17,8 ct/kWh. Nicht berücksichtigt wurden hierbei einige negativen Folgeeffekte wie z. B. Umwelteffekte durch Freisetzung giftiger Chemikalien und Schwermetalle in die Umwelt, Eutrophierung von Gewässern durch Stickstoffeintrag, Folgeeffekte von sauren Regens und ein Teil der Folgen der globalen Erwärmung.

### Kohleausstieg
Um die Umwelt-, Gesundheits- und Klimaschäden durch die Energieerzeugung zu minimieren und um Zwei-Grad-Ziels noch einhalten zu können, wird ein Ausstieg aus der Verstromung von Kohle als notwendig angesehen. Soll das Zwei-Grad-Ziel mit einer Wahrscheinlichkeit von mehr als 50 % erreicht werden, dürfen im Zeitraum 2011 bis 2050 nach Daten des IPCC maximal zwischen 870 und 1.240 Gigatonnen (Mrd. Tonnen) Kohlenstoffdioxid freigesetzt werden. Umgerechnet auf die Reserven bedeutet dies, dass im globalen Kontext etwa ein Drittel der Ölreserven, die Hälfte der Erdgasreserven und mehr als 80 % der Kohlereserven nicht verbrannt werden dürfen. Ein zentrales Element der Energiewende ist daher ein Kohleausstieg.
Der noch bis vor wenigen Jahren starke Anstieg des Ausbaus von Kohlekraftwerken verlor zuletzt an Dynamik; seit 2010 wurde weltweit nur ein Drittel der geplanten Kohlekraftwerke tatsächlich realisiert. In China und den USA sinkt der Kohleverbrauch und entkoppelt sich vom Wirtschaftswachstum. Mehrere Regierungen streben eine deutliche Reduzierung oder einen vollständigen Ausstieg aus der Kohle an. Die kanadische Provinz Ontario hat als erste größere Verwaltungseinheit einen Kohleausstieg bis 2014 umgesetzt. Zur Verminderung des CO2-Ausstoßes und von Smog wollen 12 von 34 chinesischen Provinzen ihren Kohleverbrauch reduzieren.